# زيارة (حلب)
زيارة  قرية سوريّة تتبع إداريّاً لمحافظة حلب منطقة جبل سمعان ناحية تل الضمان، بلغ تعداد سكانها 182 نسمة حسب التعداد السكاني لعام 2004.